# Johann Tetzel

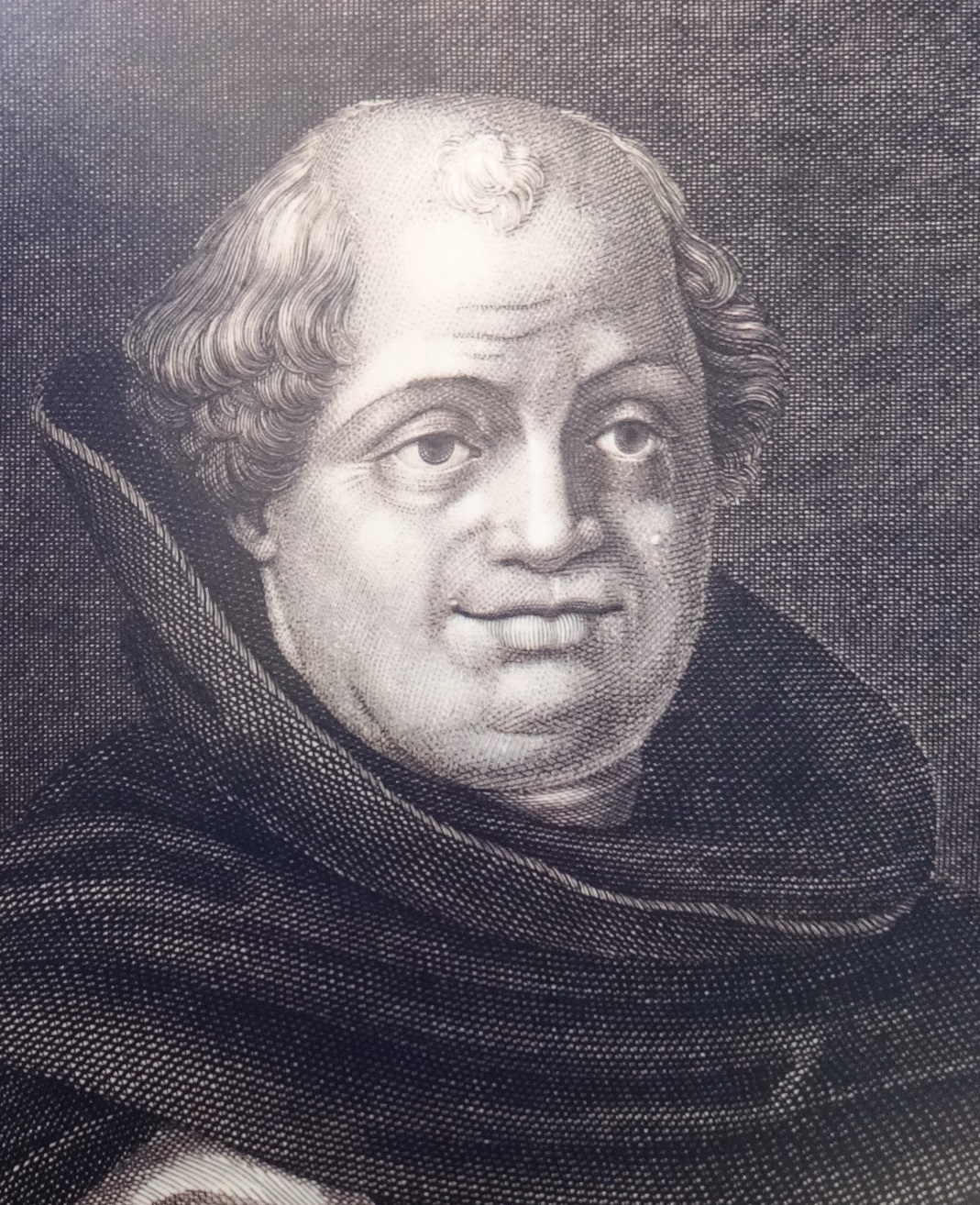
Johann Tetzel

Johann Tetzel, född 1465 i Pirna, hertigdömet Sachsen-Meissen, död 11 augusti 1519 i Leipzig, Tyskland, var en tysk dominikanermunk, som blev känd genom avlatshandel, och var en stor antagonist till Martin Luther.

## Biografi
Tetzel blev 1487 baccalaureus vid Leipzigs universitet och trädde 1489 in i dominikanorden. Under återstoden av livet tillhörde han Sankt Pauliklostret i Leipzig, även om han ofta var ute på kyrkliga uppdrag. Först förkunnade han avlat för Tyska orden i Livland, därpå, 1505-1510, i Sachsen, Schlesien, Elsass och andra ställen. Därefter försvinner han ur historien några år, innan han 1516 dyker upp som subkommissarie vid Johannes Angelus Arcimboldus jubelavlat i Meissen och 1517 vid ärkebiskopen Albrekt av Magdeburg och Mainz avlat. Han uppehöll sig bland annat i Eisleben, Halle an der Saale, Zerbst, Berlin, Jüterbog och Magdeburg. 
Här följde Tetzel noga den instruktion som han fått av Albrekt i 94 paragrafer. I samband med uppehållet i Jüterbog kom även borgare från Wittenberg att uppsöka Tetzel för att köpa avlatsbrev, vilket ogillades av Martin Luther i egenskap av biktfader till stadens borgare. Ansvaret för det sätt varpå denna avlat bedrevs och som uppkallade Luther till de 95 teserna låg mest hos Albrekt, vilket också Luther menade. Tetzel var emellertid beryktad för den grova folkliga vältalighet varmed han prisade sin vara i sådana satser som att han med sin avlat frälst flera själar än Petrus med sin predikan, att den av honom köpta avlatens kraft verkade lika mycket som Kristi kors. Han tillskrivs även citatet "när myntets klang i kistan hörs, till himlen själen genast förs", vilket motsvarar innehållet i hans förkunnelse, eftersom han hävdade att ånger och bot inte var nödvändigt för att de avlidna skulle få avlat.
Mot Luthers teser, vilkas antal bestämdes av paragraferna i Tetzels instruktion, uppsatte Tetzel 1518 i Frankfurt an der Oder 122 disputationsteser, som Konrad Wimpina hade författat; av påvlig ynnest erhöll han också utan prövning teologie doktorat genom sin orden, och han skrev en ny samling teser mot Luther. Händelsernas gång sköt honom emellertid fullständigt i bakgrunden. Av Karl von Miltitz prisgavs han som syndabock; hans sedliga liv var inte heller otadligt, även om han också blivit överdrivet svartmålad. Han drog sig förskräckt undan till dominikanklostret i Leipzig, där han dog. Luther hade kort förut skickat honom ett tröstebrev.